# 586 Thekla
Az 586 Thekla egy a Naprendszer kisbolygói közül, amit Max Wolf fedezett fel 1906. február 21-én.